# Aldo Clementi
Aldo Clementi (25 de maio de 1925 - 3 de março de 2011) foi um compositor italiano.

## Obras selecionadas
- Ideogrammi n.º 1 (1959) para 16 instrumentos
- Triplum (1960) para flauta, oboé e clarinete
- Collage (1961)
- Informel 2 (1962) para 15 executantes
- Collage 2 (1962) música eletrônica
- Informel 3 (1961-63) para orquesta
- Intavolatura (1963)
- Variante A (1964)
- Concerto (1970) para pianoe 7 instrumentos
- Clessidra (1976) para orquesta de cámara
- L'orologio di Arcevia (1979) para 13 executantes
- Fantasia su roBErto FABbriCiAni (1980-81) para flauta e cinta magnética
- Es (1981), ópera teatral
- Parafrasi (1981)
- Adagio (1983) para quinteto com piano preparado
- Ouverture (1984) para 12 flautas
- Concerto (1986) para piano e 14 instrumentos
- Fantasia (1987) para 4 guitarras
- Tribute (1988)
- Berceuse (1989) para orquesta
- Romanza (1991) para piano e orquesta
- The Plaint (1992) para voz feminina e 13 instrumentos.